# Oulaya Amamra
Oulaya Amamra est une actrice française née le 12 novembre 1996 à Viry-Châtillon, en Essonne.
En 2017, elle reçoit le César du meilleur espoir féminin pour Divines, réalisé par sa sœur, Houda Benyamina.

## Biographie
Oulaya Amamra découvre le monde du cinéma à l'âge de neuf ans en participant à plusieurs tournages organisés par l’association 1000 visages, mais c’est à l’âge de douze ans qu’elle décide de prendre ses premiers cours de théâtre chaque semaine à la MJC de Viry-Châtillon, sous la direction de la fondatrice de l'association, sa sœur Houda Benyamina : « On répétait nos spectacles dans un local à poubelles, quand on n’avait pas de locaux. C’était tout petit, ça sentait mauvais… on part quand même de loin ! ». Elle y côtoie Jisca Kalvanda, sa future partenaire dans Divines. La troupe joue le répertoire classique en marge du Festival d'Avignon.
En 2011, elle rejoint le dispositif Cinétalents et participe au tournage du court-métrage Le Commencement, réalisé en 2012, dans lequel elle obtient le premier rôle en jouant Amina : « C’est le moment où on est passés par tous les postes et où je me suis découvert une passion pour la comédie. » Le film est sélectionné à Cannes au palmarès Banlieuz’art. Elle et Jisca Kalvanda enchaînent les castings dont la mini-série 3 x Manon et plusieurs courts métrages. En 2016, son rôle dans Belle Gueule de Emma Benestan lui vaut le prix de la meilleure interprétation féminine au Festival Premiers Plans d'Angers, ainsi qu’aux festivals Cinébanlieue et Paris Courts Devant.
Pour le casting de Divines, sa grande sœur Houda Benyamina est réticente à l'engager : « Au départ, je ne souhaitais pas qu'elle joue Dounia, je lui avais dit qu'il était inutile qu'elle passe le casting, parce que j'ai une relation fusionnelle avec elle que je ne voulais pas abîmer. En plus, c'est quelqu'un de délicat, de précieux, elle a fait quinze ans de danse classique, elle est allée dans un lycée catholique privé... Bref elle est très éloignée du personnage de Dounia. Mais elle a su me convaincre... Et elle s'est métamorphosée. »
Le film reçoit un excellent accueil au Festival de Cannes 2016 où il décroche la Caméra d'or. Lors de la sortie du film, Le Parisien est élogieux, notamment à propos de l'interprétation : « Les jeunes Oulaya Amamra, Déborah Lukumuena et Jisca Kalvanda sont stupéfiantes d'énergie et de naturel ».
Le 24 février 2017, elle reçoit le César du meilleur espoir féminin pour son rôle de Dounia dans Divines.
La même année, elle intègre la promo 2020 du Conservatoire national d'art dramatique.
En 2018, elle joue aux côtés d'Isabelle Adjani, Karim Leklou, Vincent Cassel, Philippe Katerine et François Damiens dans Le monde est à toi de Romain Gavras. Le film est sélectionné à la Quinzaine des réalisateurs.
En 2019, elle joue dans L'Adieu à la nuit d'André Téchiné dans lequel elle donne la réplique à Catherine Deneuve. Le film est présenté à la Berlinale en Sélection Officielle.
En 2020, elle interprète Doina dans la série Vampires, réalisé par Vladimir de Fontenay et Marie Monge, produit par Netflix. Sa partenaire, Suzanne Clément estime : « Oulaya Amamra m'a fait redécouvrir plusieurs aspects du métier. C'est une grande bosseuse. Partager des scènes à l'écran était la cerise sur mon sundae ».
La même année, elle joue Djemilah dans Le Sel des larmes de Philippe Garrel. Le film est sélectionné en compétition à la Berlinale et reçoit un excellent accueil. The Hollywood Reporter estime que « Oulaya Amamra sait faire beaucoup avec très peu ».
En 2024 elle retrouve Emma Benestan pour Animale, un drame fantastique dans le milieu des gardians en Camargue.
En 2025, après Divines, c'est sa sœur Houda Benyamina qu'elle retrouve et qui l'engage à nouveau pour son dernier film Toutes pour une, sorte de « Trois mousquetaires au féminin ».

### Polémique
Au cours de la cérémonie des César 2017, des comptes d'extrême droite retrouvent deux tweets de nature homophobe et raciste publiés en 2012, alors qu'elle avait quatorze ans,. Des phrases qui étaient parfois extraites de paroles de chanteurs. La polémique enfle alors au point que le hashtag #OulayaAmamra devient l'un des sujets les plus commentés sur le réseau social. Mais la comédienne peut également compter sur de nombreux soutiens qui mettent ces propos sur le compte de l’erreur de jeunesse. Interrogée le lendemain par France 2, elle met en avant son jeune âge à l'époque des faits : « Mon regard, il a changé depuis que j'ai quatorze ans  [sic], j'ai évolué, j'ai grandi ». 
Son compte Twitter est ensuite supprimé,. L'épisode est mis en parallèle avec l'affaire des tweets de Mehdi Meklat.

## Filmographie

### Cinéma

#### Longs métrages
- 2015 : L'Orchestre des aveugles de Mohamed Mouftakir : Chama
- 2016 : Tamara d'Alexandre Castagnetti : Jelilah
- 2016 : Divines d'Houda Benyamina : Dounia
- 2018 : Le Monde est à toi de Romain Gavras : Lamya
- 2019 : L'Adieu à la nuit d'André Téchiné : Lila
- 2020 : Le Sel des larmes de Philippe Garrel : Djemilah
- 2021 : Fragile d'Emma Benestan : Lila
- 2022 : Fumer fait tousser de Quentin Dupieux : Ammoniaque
- 2022 : Citoyen d'honneur de Mohamed Hamidi : Selma mal
- 2023 : Divertimento de Marie-Castille Mention-Schaar : Zahia Ziouani
- 2024 : Animale d'Emma Benestan : Nejma
- 2025 : Toutes pour une de Houda Benyamina : Athos

#### Courts métrages
- 2012 : Le Commencement de Guillaume Tordjman
- 2013 : Le Rêve indien d'Assia Bellaâ
- 2014 : Ghetto Child de Guillaume Tordjman et Houda Benyamina
- 2015 : Belle Gueule d'Emma Benestan : Sarah
- 2015 : Un métier bien (court-métrage) de Farid Bentoumi : Soraya
- 2016 : Mariam de Faiza Ambah : Mariam
- 2016 : Mr Gaspacho de Guillaume Tordjman : Julie
- 2021 : I am the Stupid Boy de Kaouther Ben Hania : Nora
- 2022 : #followme de Lionel Hirlé : Daya

### Télévision
- 2010 : Fracture d'Alain Tasma : une élève de la classe (téléfilm)
- 2014 : 3 x Manon de Jean-Xavier de Lestrade : Yaël (mini-série)
- 2017 : La Bête curieuse de Laurent Perreau : Asma (téléfilm)
- 2018 : The Little Drummer Girl : Salma (épisode 5 réalisé par Park Chan-wook)
- 2020 : Vampires : Doïna

## Spectacles
- 2025 : Liars Club (Prime Video)

## Publicité
- 2019 : Crocodile Inside (Lacoste), avec Kévin Azaïs, réalisé par MEGAFORCE

## Distinctions
- Festival Premiers Plans d'Angers 2015 : Prix d'interprétation féminine pour Belle Gueule[19]
- Festival Jean Carmet de Moulins 2015 : Prix du public et du jury du meilleur jeune espoir féminin pour Belle Gueule[20]
- Prix Lumières 2017 : Meilleur espoir féminin (ex æquo avec Déborah Lukumuena) pour Divines
- César 2017 : Meilleure espoir féminin pour Divines